# Persona (Queen Latifah)
Persona è il settimo album della cantante hip hop statunitense Queen Latifah, pubblicato il 25 agosto del 2009 e distribuito da Verve e da Flavor Unit. Partecipano Busta Rhymes, Missy Elliott, Mary J. Blige e Shawn Stockman. Quasi interamente prodotto da Cool & Dre, il disco è un successo commerciale – terzo tra gli album R&B/Hip-Hop, suo miglior risultato – ma è completamente stroncato dalla critica, che accoglie mal volentieri il suo ritorno all'hip hop. Sul sito Metacritic, l'album ottiene un punteggio di 46/100.

## Accoglienza
| Recensione        | Giudizio |
| ----------------- | -------- |
| AllMusic          | [ 1 ]    |
| The Boston Globe  | misto    |
| Los Angeles Times | [ 4 ]    |
| PopMatters        | [ 5 ]    |
| Rolling Stone     | [ 2 ]    |
| Washington Post   | misto    |
| Billboard         | [ 2 ]    |

L'album ottiene per lo più recensioni negative. Andy Kellman di Allmusic gli assegna due stelle e mezzo su cinque, scrivendo che l'album è orientato a suoni pop: «pochi cantanti possono cantare e rappare con così tanta versatilità in un album [...] su Persona Queen Latifah dimostra definitivamente di essere tra questi, ma l'album è facilmente classificabile con il suo meno importante.» PopMatters afferma che «c'è ben poco della personalità che ha reso l'artista una star», assegnando due decimi al prodotto. Rolling Stone gli assegna due stelle su cinque: «l'MC ospite Missy Elliott mette in ombra la Regina, che è così annoiata da rappare sullo sfinimento.»

## Tracce
Testi di Dana Owens, Andre Lyon & Eddie Montilla (tracce 1-11, 13-14), musiche di Cool & Dre (tracce 1-11, 13-14), The Neptunes (traccia 12). Co-produzione: Queen Latifah (traccia 5), Tashaun Spence (traccia 13), Kenny Flav (traccia 14).
1. The Light – 5:04
2. Fast Ca (featuring Missy Elliott) – 4:18
3. Cue the Rain – 6:02
4. The Couch (featuring Cool & Dre) – 6:04
5. Take Me Away (With You) (featuring Marsha Ambrosius) – 3:45
6. With You – 4:34
7. Hard to Love You (featuring Dre, Shawn Stockman & Busta Rhymes) – 4:05
8. What's the Plan – 3:10
9. Long Ass Week – 4:11
10. Runnin' – 4:03
11. People (featuring Mary J. Blige) – 3:54
12. If He Wanna (featuring Serani) – 4:49
13. Over the Mountain – 5:12
14. The World – 5:31

Durata totale: 64:42

## Classifiche
| Classifica (2009)         | Posizione massima |
| ------------------------- | ----------------- |
| Stati Uniti               | 25                |
| US Top R&B/Hip-Hop Albums | 3                 |